# Pap Géza (politikus)
Báró Pap Géza (Nagybecskerek, 1864. június 11. – Budapest, 1934. július 9.) jogi doktor, ügyvéd, főrend, országgyűlési képviselő, pénzügyi szakember. Az Orsz. Vitézi Szék és a m.felsőház tagja.

## Családja
Az erdélyi örmény Pap család leszármazottja. 
Az elekesi Pap család 1912-ben kapott bárói rangot.
Apja Pap Simon (1828–1892), Torontál vármegye törvényhatósági és közigazgatósági bizottsági tagja, földbirtokos, anyja Simay Anna (1837–1919). Az anyai nagyszülei nemes Simay Kristóf (1803–1884), földbirtokos, és telegdi Jakabffy Julianna (1809–1872) voltak. Az anyai nagyanyai dédszülei  telegdi Jakabffy Miklós (1740–1831), táblabiró, földbirtokos és eleméri és ittebei Kiss Anna (1771–1846) voltak. Testvérei Pap Ernő, Pap Ilona, és dr. Pap Dezső (1883–1964), akinek a lánya Pap Mária (1922–2004), ivádi Ivády Béla (1916–2016), alezredesnek a felesége.

## Élete
A gimnáziumot Nagybecskereken, jogi tanulmányait Budapesten, Berlinben, Heidelbergben, Párizsban és Bécsben végezte. 1887-ben Torontál vármegyében közigazgatási gyakornok lett. 1888-ban a budapesti egyetemen jogi doktorrá avatták; ugyanezen évben tiszteletbeli aljegyző, 1889-ben tiszteletbeli főjegyző lett. 1891-ben letette az ügyvédi vizsgát. 1892-től Torontál megyei bégaszentgyörgyi kerület szabadelvű párti képviselője volt 1906-ig. Az egyházpolitikai viták során az izraelita vallás recepciójáról szóló törvényjavaslat előadója volt. 1896-tól az országos közoktatási tanács tagja volt. A koalíciós időszakban visszavonult a politikától, majd 1910-től 1918-ig újfent országgyűlési képviselő volt munkapárti programmal. 1911-től az úgynevezett „Überland” földek szabályozásának kormánybiztosaként tevékenykedett. Ferenc József; Bécs; 1912. december 26-án Ferenc József magyar király bárói címet adományozott Pap Géza országgyűlési képviselőnek.
1913 és 1934 között a Magyar Földhitelintézetek Országos Szövetségének (az Altruista Banknak) vezérigazgatói tisztét töltötte be. 1920-ban pénzügyileg támogatta a földbirtokreform végrehajtása során az elővásárlási jog gyakorlásánál és a megváltási eljárás során az Országos Földbirtokrendező Bíróság munkáját, ezzel a kormánynak a nagybirtokosok érdekeit védő politikáját kiszolgálta.
Országgyűlési beszédei a Naplókban vannak.